# مکس کرمر
مکس کرمر (انگلیسی: Max Kremer؛ زادهٔ ۲۱ ژوئن ۱۹۸۹) بازیکن فوتبال اهل آلمان است.
از باشگاه‌هایی که در آن بازی کرده‌است می‌توان به باشگاه فوتبال هانزا روستوک و باشگاه فوتبال انرژی کوتبوس اشاره کرد.